# Mixornis
Mixornis är ett fågelsläkte i familjen timalior inom ordningen tättingar. Släktet omfattar fem arter som förekommer från östra Nepal till södra Filippinerna och Java:
- Gråmaskad mestimalia (M. kelleyi)
- Gråkindad mestimalia (M. flavicollis)
- Kangeanmestimalia (M. prillwitzi)
- Finstrimmig mestimalia (M. gularis)
- Grovstrimmig mestimalia (M. bornensis)

Släktet inkluderades tidigare i Macronus/Macronous (se artikeln om korrekt stavning). Studier visar dock att Mixornis står närmare Timalia.